# Antonio Veić
Antonio Veić (ur. 18 lutego 1988 w Malim Lošinju) – chorwacki tenisista, reprezentant w Pucharze Davisa.

## Kariera tenisowa
W gronie profesjonalistów od 2006 roku.
W 2009 roku dostał „dziką kartę” od organizatorów turnieju Zagrzebiu, gdzie w 1 rundzie pokonał Guillermo Cañasa, następnie 2 rundzie wygrał z Jewgienijem Korolowem, by w ćwierćfinale ulec Marinowi Čiliciowi.
W 2010 roku przedzierając się przez kwalifikacje dostał się do głównej drabinki turnieju wielkoszlemowego Australian Open; w 1 rundzie wygrał z Danielem Köllererem, natomiast w 2 rundzie uległ Gaëlowi Monfilsowi.
W marcu 2010 zadebiutował w reprezentacji, podczas meczu 1 rundy grupy światowej w Pucharze Davisa z Ekwadorem. Veić wygrał wtedy mecz z Juliem Césarem Campozanoem 6:4, 7:6(4).
Najwyżej w rankingu ATP singlistów zajmował 119. miejsce (maj 2012), a rankingu deblistów 120. pozycję (listopad 2012).